# Tony Eklind
Tony Eklind, född 27 april 1987 i Otterbäcken, Sverige är en svensk bandyspelare som sedan 2014 spelar för Gripen Trollhättan BK.

## Meriter
Allsvensk mästare med Gripen/Trollhättan BK säsongen 2014/2015.

Allsvensk skytteligavinnare säsongen 2014/2015 med 73 gjorda mål.

### Fotnoter
1. ↑  ”Skyttekungar”. Svenska Bandyförbundet. Arkiverad från originalet den 7 februari 2019. https://web.archive.org/web/20190207211838/http://www.svenskbandy.se/seriercuper/bandyallsvenskanherr/HISTORIKOCHSTATISTIK/SKYTTEKUNGAR/. Läst 24 februari 2019.